# رجل بلا قلب (فلم)
رجل بلا قلب هو فيلم مصري عرض عام 1960، بطولة يحيى شاهين وهند رستم وأحمد رمزي وزهرة العلا، ومن إخراج سيف الدين شوكت.

## قصة الفيلم
بعد أن يكتشف (جلال) أن زوجته تخونه، يقتل عشيقها وينذر نفسه بأن لا يلمس زوجته طيلة حياته، وينتقل جلال للعيش في بيت بعيد، وبعد سنوات يجد امرأة تدعى (عايدة) وهي مغشي عليها، فيصطحبها إلى المنزل ويرعاها حتى تتماثل للشفاء، وتقع عايدة في حب ابنه (نبيل)، مما يخلق حالة من التنافس بين الأب والابن من أجل التقرب إليها، ولكن يتكشف لاحقًا أن هذه الفتاة ما هي إلا شقيقة العشيق المقتول، والتي عادت من أجل الانتقام.

## طاقم التمثيل
- يحيى شاهين: (جلال)
- هند رستم: (عايدة)
- أحمد رمزي: (نبيل)
- زهرة العلا: (زهرة)
- شكري سرحان: (كمال- ضيف شرف)
- عبد الغني قمر: (عبده - سايس الخيل)
- عواطف رمضان
- عبد الله غيث: (عبد الله)
- عباس الدالي: (الشيخ عبد الواحد)
- عبد المنعم سعودي: (القائم بالمزاد)
- سيد غنيم: (حسين - تاجر بالمزاد)
- إبراهيم خان: (عادل - صديق نبيل)
- كمال الزيني: (صديق نبيل)

## فريق العمل
- إخراج: سيف الدين شوكت
- تأليف: حسن توفيق، ميريلا توفيق
- مدير التصوير: عبد الحليم نصر
- مونتاج: ألبير نجيب
- موسيقى تصويرية: عبد الفتاح منسي
- إنتاج: أفلام يحيى شاهين
- توزيع: الشرق لتوزيع الأفلام